# Jidvei
Jidvei (em húngaro: Zsidve, em alemão: Sögden, Seiden) é uma comuna romena localizada no distrito de Alba, na região histórica da Transilvânia. A comuna possui uma área de 105.13 km² e sua população era de 5272 habitantes segundo o censo de 2007.